# Corazones sin rumbo
Corazones sin rumbo es una telenovela mexicana producida por Irene Sabido para Televisa que fue transmitida en 1980 por El canal de las estrellas. Es una adaptación de la telenovela "La mesera" producida en 1963.
Protagonizada por Blanca Guerra y Carlos Piñar, con las actuaciones estelares de Beatriz Aguirre, Silvia Caos, Carmelita González y Manuel Saval.

## Elenco
- Blanca Guerra - Magda
- Carlos Piñar - Manuel
- Beatriz Aguirre - Lorenza
- Silvia Caos - Concha
- Carmelita González - Rocío
- Rebeca Manríquez - Leonor
- Rocio Chazaro - La Chata
- Manuel Saval - Jorge
- Víctor Alcocer - Esteban
- Lola Tinoco - Chole
- Humberto Cabañas - Taruffi
- José Flores  - Pepe
- Raúl Ortiz - Paquito
- Eloisa Capilla - Chabela
- Florencio Castello - Don Jose
- Jesús Gómez  - Angel
- Antonio Castro - Carlos
- Ernesto Casillas - Cura
- Roy de la Serna - Sr. Pittman

## Versiones
- Corazones sin rumbo es un remake de La mesera producida en 1963 por Valentín Pimstein para Telesistema Mexicano (hoy Televisa) protagonizada por María Elena Marqués y Raúl Ramírez.